# Pyrausta deductalis
Pyrausta deductalis là một loài bướm đêm trong họ Crambidae.